# Partido judicial de Amposta
El Partido judicial de Amposta  es uno de los 49 partidos judiciales en los que se divide la Comunidad Autónoma de Cataluña, siendo el partido judicial n.º 3  de la provincia de Tarragona.
El ámbito territorial, que viene regulado por el Real Decreto 529/1983, de 9 de marzo, comprende los municipios de :
Alcanar, Amposta, Freginals, Galera (La), Godall, Cenia, Mas de Barberáns, Masdenverge, San Carlos de la Rápita, San Jaime de Enveija, Santa Bárbara y Ulldecona.